# تقسيم بولندا
تقسيم الكومنولث البولندي أو تقسيم بولندا  ثلاثة تقسيمات للكومنولث البولندي اللتواني في النصف الثاني من القرن الثامن عشر، أنهى وجود الكومنولث البولندي اللتواني. حيث قام كل من الامبراطورية الروسية، ومملكة بروسيا وملكية هابسبورغ بتقسيم أراضي الكومنولث فيما بينهم تدريجياً في عملية للاستيلاء على الأراضي والضم لتوسيع نفوذهم إقليميا.
تم تحديد تقاسم بولندا الأول في 5 أغسطس 1772. بعد عقدين من الزمن، دخلت القوات الروسية والبروسية الكومنولث مرة أخرى وتم توقيع التقسيم الثاني في 23 يناير 1793. لم تشارك النمسا في التقسيم الثاني. تم التقسيم الثالث لبولندا في 24 أكتوبر 1795، كرد فعل على انتفاضة تاديوش البولندية الفاشلة في العام السابق. وهو التقاسم الذي أنهى استقلال دولة بولندا. كما يقسم المؤرخون هذا التقسيم إلى تقسيم لصالح النمسا، وتقسيم لصالح بروسيا، وتقسيم لصالح الإمبراطورية الروسية. ويطلق مصطلح «التقسيم الرابع» على أي تقسيم تالٍ لأراضي بولندا أو على مجتمعات الشتات التي لعبت دوراً سياسياً هاماً في إعادة تأسيس الدولة البولندية القومية بعد عام 1918.
في اللغة الإنجليزية، يتم استخدام مصطلح «أتقسيم سام بولندا» في بعض الأحيان جغرافيا بأسماء المواقع الجغرافية، ويعني ذلك الأجزاء الثلاثة التي قسمت سلطات التقسيم الكومنولث إليها، وهي: القسم النمساوي والتقسيم البروسي والتقسيم الروسي. في البولندية، هناك كلمتين منفصلتين لتحديد. يشار إلى أعمال التقسيم وضم بولندا على rozbiór باسم rozbiór (الجمع: rozbiory)، في حين أن المصطلح zabór (pl. zabory يعني كل جزء من الكومنولث المرفق في 1772–1795 ليصبح جزءًا من روسيا الإمبراطورية أو بروسيا أو النمسا.
في التأريخ البولندي، تم استخدام مصطلح «التقسيم الرابع لبولندا» ، في إشارة إلى أي ضم لاحق للأراضي البولندية من قبل الغزاة الأجانب. اعتمادًا على المصدر والفترة التاريخية، قد يعني هذا أحداث 1815 أو 1832 و1846 أو 1939. يمكن أن يعني مصطلح «التقسيم الرابع» بالمعنى الزمني أيضًا مجتمعات الشتات التي لعبت دورًا سياسيًا مهمًا في إعادة تأسيس الدولة البولندية ذات السيادة بعد عام 1918.

ذكرى التقسيم الأول لبولندا، والتي تُظهر كاترين العظمى ملكة روسيا (يسار)، وجوزيف الثاني ملك النمسا وفريدريك الكبير ملك بروسيا (يمين) يتشاجرون حول الاستيلاء على أراضيهم

في عهد فواديسواف الرابع فاسا (1632-1648)، liberum veto تم تطوير سياسة برلمانية تقوم على افتراض المساواة السياسية لكل «رجل نبيل». يمكن للمرء أن يصف بولندا وليتوانيا في فترتها الأخيرة (منتصف القرن الثامن عشر) قبلالتقسيم انا في حالة اضطراب وليست دولة ذات سيادة كاملة، وتقريباً كدولة تابعة،  حيث يختار القيصر الروسي فعليًا الملوك البولنديين. وهذا ينطبق بشكل خاص على آخر ملك للكومنولث ستانيسلاو أوغست بونياتوفسكي، الذي كان لبعض الوقت من عشاق الإمبراطورة الروسية كاثرين العظمى.

## التقسيم الأول

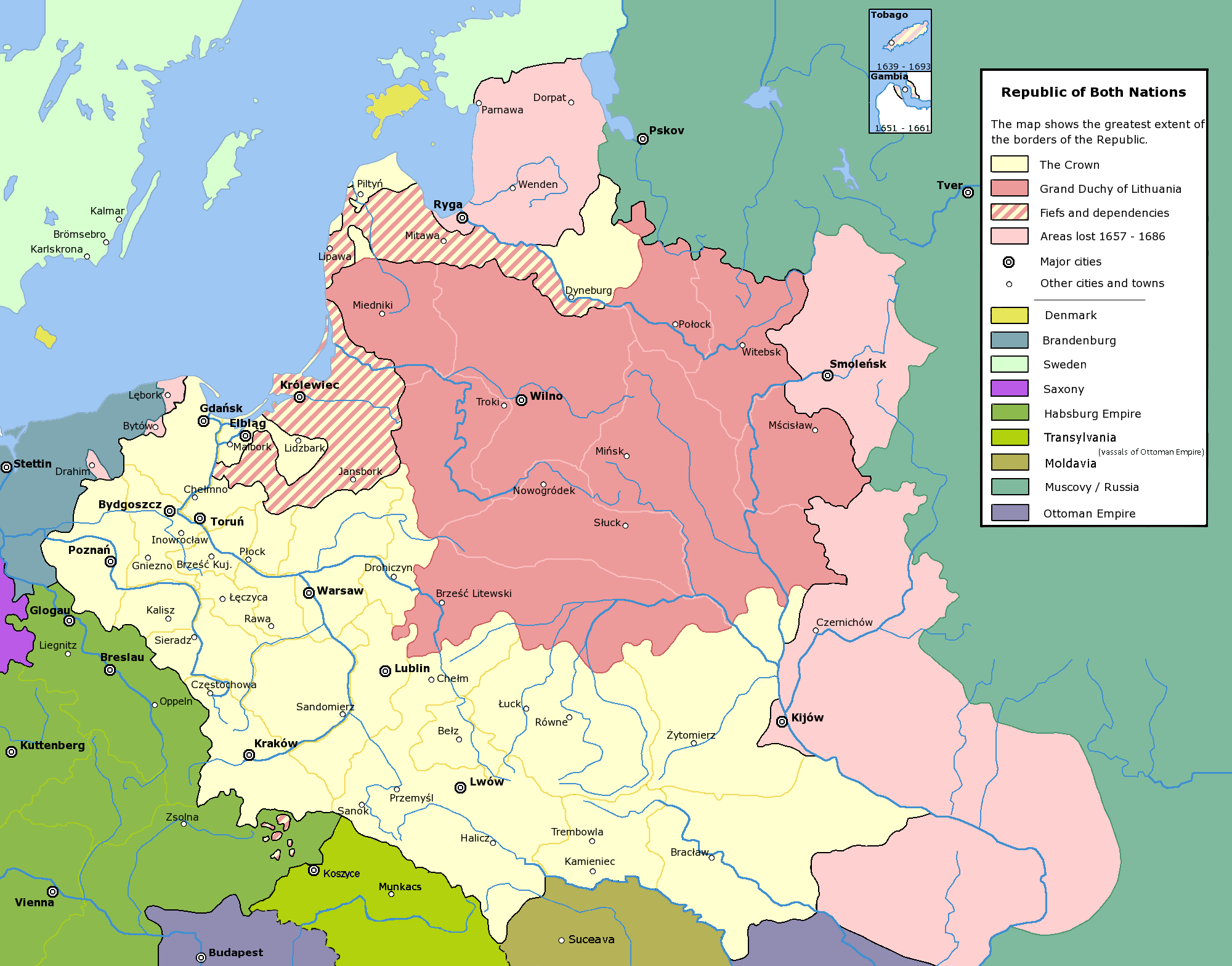
الكومنولث البولندي الليتواني في أقصى اتساعه، قبل التقسيمات الثلاثة

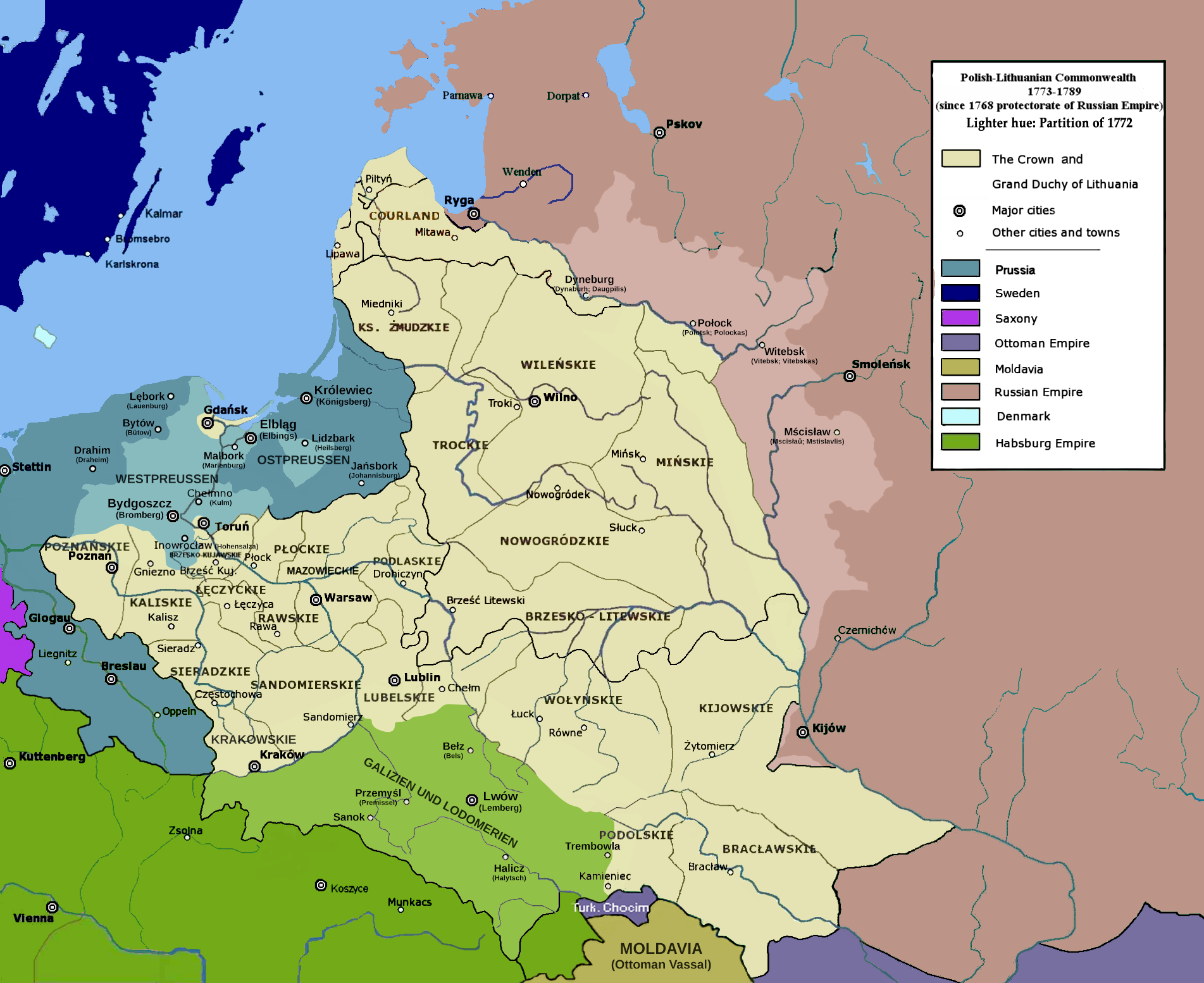
الكومنولث البولندي اللتواني بعد التقسيم الأول، باعتباره محمية للإمبراطورية الروسية (1773-1789)

في فبراير 1772، تم توقيع اتفاقية التقسيم في فيينا. في أوائل أغسطس، غزت القوات الروسية والبروسية والنمساوية الكومنولث في وقت واحد واحتلت المقاطعات المتفق عليها فيما بينها. في 5 آب (أغسطس) 1772.

## التقسيم الثاني

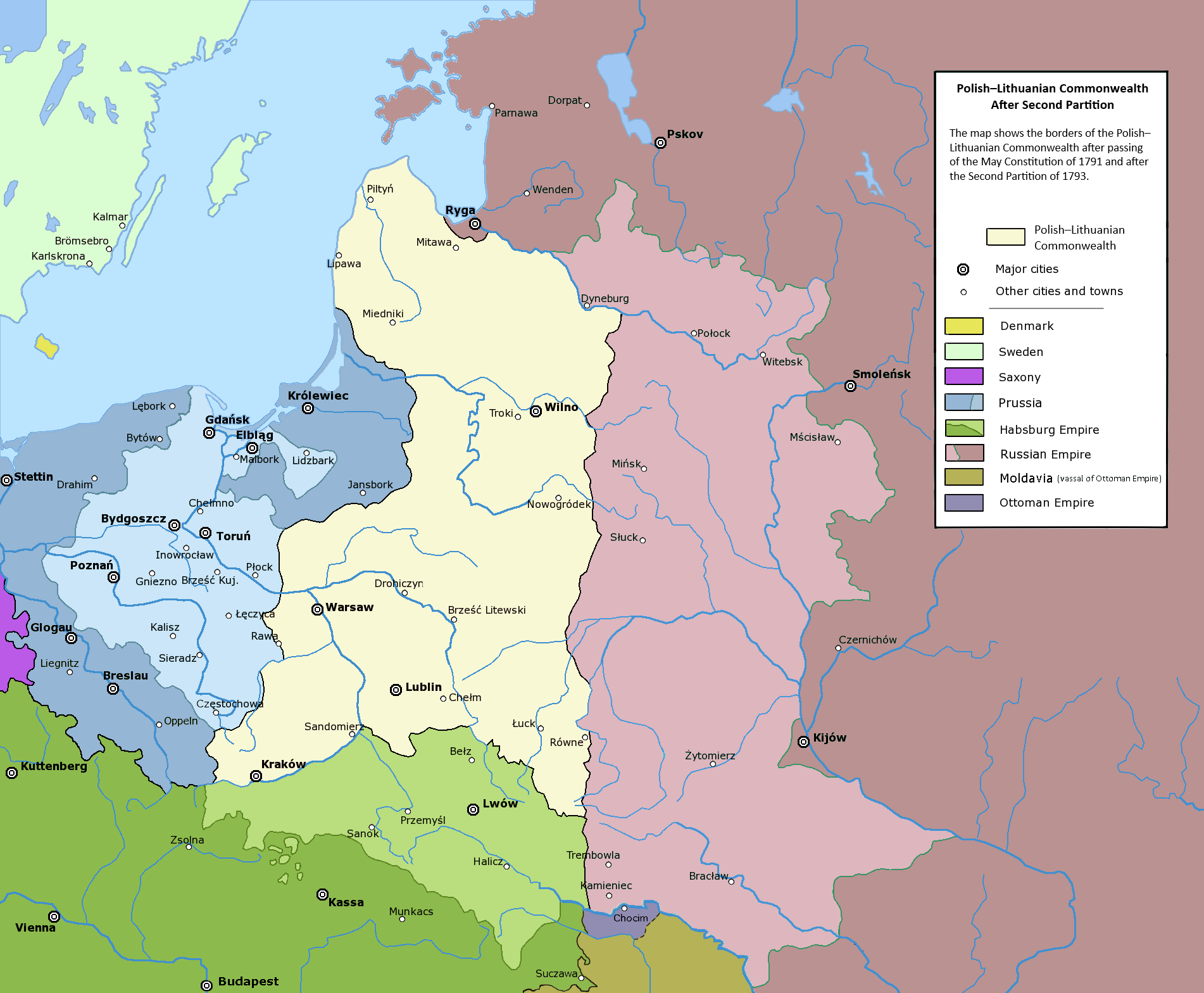
الكومنولث البولندي اللتواني بعد التقسيم الثاني (1793)

بحلول عام 1790، كانت أول جمهورية بولندية قد أضعفت إلى حد جعلها مضطرة إلى تحالف غير طبيعي مع عدوها، بروسيا. تم توقيع الميثاق البولندي - البروسي لعام 1790. ساهمت شروط الميثاق في التقسيمين الأخيرين اللاحقين لبولندا وليتوانيا.

## التقسيم الثالث
حققت جيوش كوشيوزكو المتمردة بعض النجاحات الأولية، لكنها سقطت في النهاية أمام القوى العليا للإمبراطورية الروسية. قررت سلطات التقسيم، التي واجهت اضطرابات متزايدة في بقية دول الكومنولث، حل المشكلة عن طريق مسح أي دولة بولندية مستقلة من الخريطة. في 24 أكتوبر 1795، وقع ممثلوهم على معاهدة تقسم المناطق المتبقية في الكومنولث بين بلدانهم الثلاثة.
شمل الجزء الروسي 120,000 كيلومتر مربع (46,332 ميل2) و 1.2 مليون شخص وفيلنيوس، وشمل الجزء البروسي (مقاطعات جديدة من بروسيا الشرقية الجديدة وسيليزيا الجديدة) 55,000 كيلومتر مربع (21,236 ميل2) و1 مليون شخص ووارسو، أما النمساوية 47,000 كيلومتر مربع (18,147 ميل2) مع 1.2 مليون ولوبلان وكراكوف.

## ملخص
فيما يتعلق بالسكان، في التقسيم الأول، فقدت بولندا أكثر من أربعة إلى خمسة ملايين مواطن (حوالي ثلث سكانها البالغ عددهم 14 مليون قبل التقسيم). فقط حوالي 4 بقي مليون شخص في بولندا بعد التقسيم الثاني الذي تسبب في خسارة ثلث سكانها الأصليين، أي حوالي نصف السكان الباقين. في التقسيم الثالث، انتهى الأمر ببروسيا بحوالي 23 ٪ من سكان الكومنولث، والنمسا بنسبة 32 ٪، وروسيا بنسبة 45 ٪.
| تقسيم | إلى النمسا                         | إلى النمسا | إلى بروسيا                         | إلى بروسيا | إلى روسيا                           | إلى روسيا | مجموع المرفقة                       | مجموع المرفقة | المجموع المتبقي                     | المجموع المتبقي |
| تقسيم | منطقة                              | ٪          | منطقة                              | ٪          | منطقة                               | ٪         | منطقة                               | ٪             | منطقة                               | ٪               |
| ----- | ---------------------------------- | ---------- | ---------------------------------- | ---------- | ----------------------------------- | --------- | ----------------------------------- | ------------- | ----------------------------------- | --------------- |
| 1772  | 81,900 كيلومتر مربع (31,600 ميل2)  | 11.17٪     | 36,300 كيلومتر مربع (14,000 ميل2)  | 4.95٪      | 93,000 كيلومتر مربع (36,000 ميل2)   | 12.68٪    | 211,200 كيلومتر مربع (81,500 ميل2)  | 28.79٪        | 522,300 كيلومتر مربع (201,700 ميل2) | 71.21٪          |
| 1793  | -                                  | -          | 57,100 كيلومتر مربع (22,000 ميل2)  | 7.78٪      | 250,200 كيلومتر مربع (96,600 ميل2)  | 34.11٪    | 307,300 كيلومتر مربع (118,600 ميل2) | 41.90٪        | 215,000 كيلومتر مربع (83,000 ميل2)  | 29.31٪          |
| 1795  | 47,000 كيلومتر مربع (18,000 ميل2)  | 6.41٪      | 48,000 كيلومتر مربع (19,000 ميل2)  | 6.54٪      | 120,000 كيلومتر مربع (46,000 ميل2)  | 16.36٪    | 215,000 كيلومتر مربع (83,000 ميل2)  | 29.31٪        | لا شيء                              | 0٪              |
| مجموع | 128,900 كيلومتر مربع (49,800 ميل2) | 17.57٪     | 141,400 كيلومتر مربع (54,600 ميل2) | 19.28٪     | 463,200 كيلومتر مربع (178,800 ميل2) | 63.15٪    | 733,500 كيلومتر مربع (283,200 ميل2) | 100٪          |                                     |                 |

خلال حروب نابليون وفي أعقابها مباشرة، تحولت الحدود بين قوى التقسيم عدة مرات، مما أدى إلى تغيير الأرقام التي شوهدت في الجدول السابق. في النهاية، انتهى الأمر بروسيا بحصولها على معظم بولندا على حساب بروسيا والنمسا. بعد مؤتمر فيينا، سيطرت روسيا على 82 ٪ من أراضي دول الكومنولث لما قبل عام 1772 (بما في ذلك الدولة الدمية التابعة لكونغرس بولندا)، والنمسا 11٪، وبروسيا 7٪.

## التقسيم الرابع

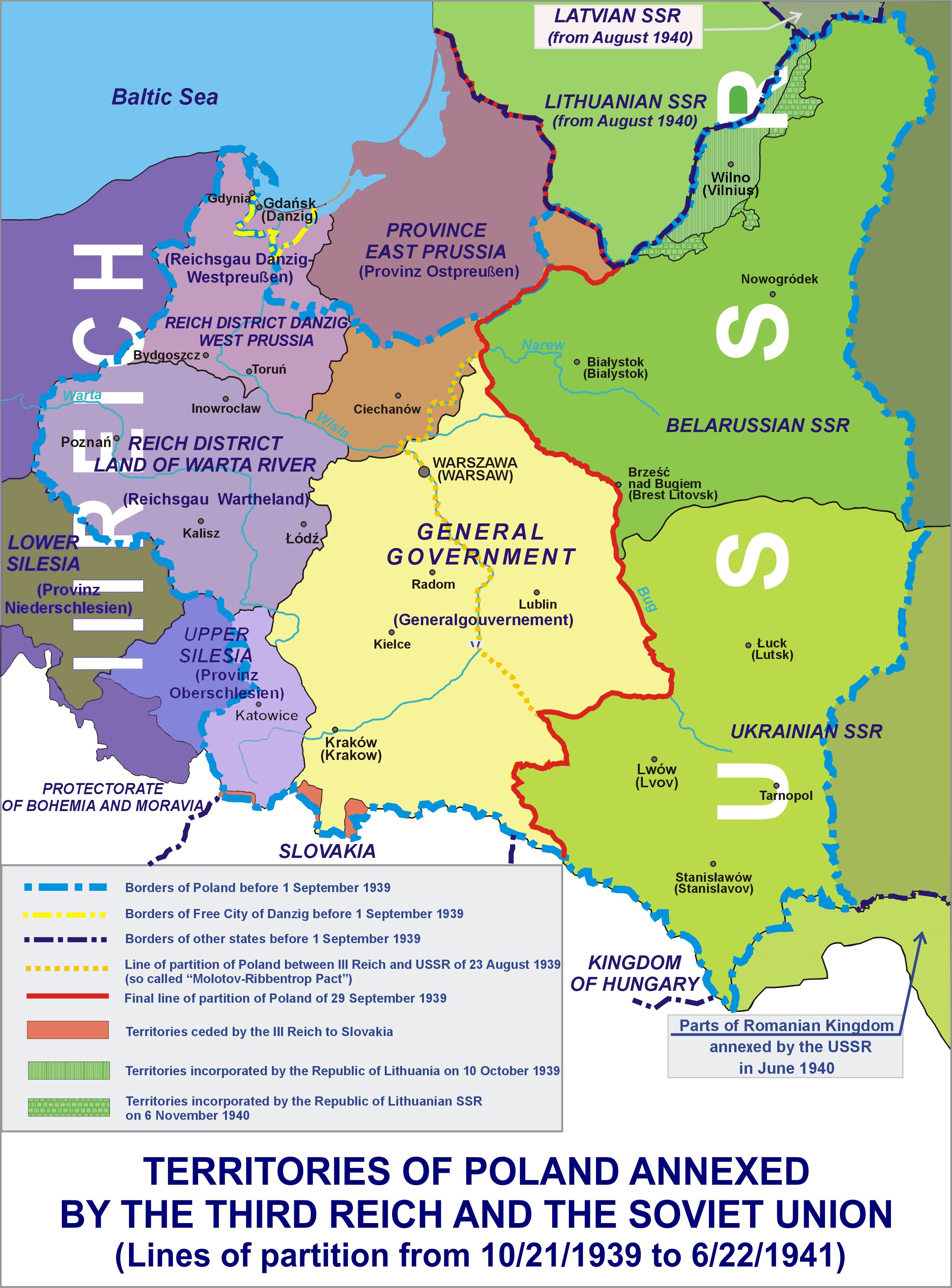
تقسيم بولندا وفقًا للميثاق السوفيتي الألماني؛ تقسيم الأراضي البولندية في السنوات 1939-1941

قد يشير مصطلح «التقسيم الرابع لبولندا» إلى أي تقسيم لاحق للأراضي البولندية، بما في ذلك:
- بعد عصر نابليون، تقسيم دوقية وارسو عام 1815 في مؤتمر فيينا؛
- دمج «مملكة الكونجرس» عام 1832 في روسيا، وتأسيس جمهورية كراكوف عام 1846 في النمسا، ودمج دوقية بوسن الكبرى في بروسيا عام 1848؛ و
- تقسيم بولندا عام 1939 بين ألمانيا والاتحاد السوفيتي بموجب حلف مولوتوف-ريبنتروب.[11]

## بلدان أخرى
كانت الإمبراطورية العثمانية واحدة من دولتين فقط في العالم رفضت قبول التقسيم، (والآخرى هي الإمبراطورية الفارسية) 
في عام 1795، كانت إيران (المعروفة لدى الأوروبيين باسم بلاد فارس في ذلك الوقت) واحدة من دولتين (الدولة الأخرى هي الإمبراطورية العثمانية) التي لم تعترف بتقسيم بولندا من قبل الإمبراطورية النمساوية وبروسيا والإمبراطورية الروسية.
ايل كانتو ديلي إيتالياني ، النشيد الوطني الإيطالي، يحتوي على إشارة لتقسيم.